# Граф Хаддингтон

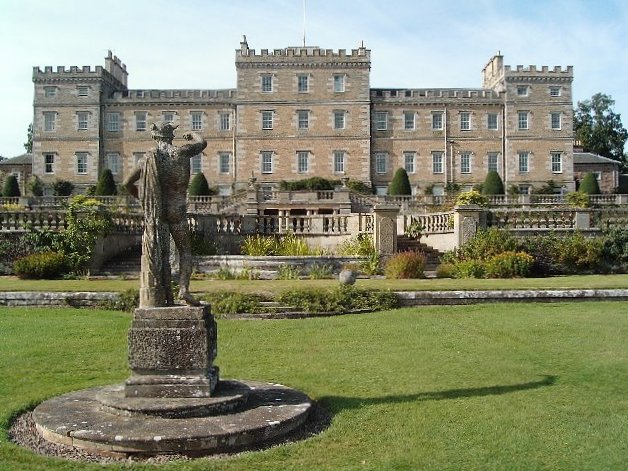
Меллерстейн-хаус, резиденция графов Хаддингтон

Граф Хаддингтон (англ. Earl of Haddington) — наследственный титул в системе Пэрства Шотландии. Он был создан 17 августа 1627 года для шотландского юриста и судьи Томаса Гамильтона, 1-го графа Мелроуза (1563—1637). Он занимал пост лорда-председателя сессионного суда (1616—1625). ДО этого Томас Гамильтон получил титулы лорда Биннинга (1613) и лорда Биннинга и Байрса в графстве Хаддингтоншир и графа Мелроуза в графстве Роксбургшир (1619). Эти титулы также являлись пэрством Шотландии. В 1627 году он отказался от титула графа Мелроуза и получил титул графа Хаддингтона.
Томас Гамильтон был членом известного шотландского рода и вёл свою родословную от Джона ФицУолтера, младшего сына Уолтера де Гамильтона, 1-го лэрда из Кадзоу (ум. 1346), который был родоначальником герцогов Гамильтон и герцогов Аберкорн.
Ему наследовал его старший сын, Томас Гамильтон, 2-й граф Хаддингтон (1600—1640). Он был убеждённым ковенантом. Лорд Хаддингтон занимал должность губернатора замка Дангласс и погиб в 1640 году время мощного взрыва в замке. Его старший сын, Томас Гамиильтон, 3-й граф Хаддингтон (1626—1645), умер бездетным в молодом возрасте, а графский титул получил его младший брат — Джон Гамильтон, 4-й граф Хаддингтон (1626—1669). После его смерти графский титул унаследовал его сын — Чарльз Гамильтон, 5-й граф Хаддингтон (1650—1685). Он женился на Маргарет Лесли, 8-й графине Роутс (ум. 1700), дочери видного государственного деятеля Джона Лесли, 1-го герцога Роутса, который в 1663 году получил повторную грамоту на графство Роутс, что позволило ему передать титул дочери. Но титулы графа Роутса и графа Хаддингтона не удалось объединить: согласно брачному контракту в 1689 году, их старший сын Джон Гамильтон должен был унаследовать титул графа Роутса, а титул графа Хаддингтона передавался их второму сыну, Томасу Гамильтону. Леди Роутс наследовал её старший сын Джон Гамильтон, 9-й граф Роутс, принявший фамилию «Лесли».
Лорду Хаддингтону наследовал его второй сын Томас Гамильтон, 6-й граф Хаддингтон (1680—1735). Он заседал в Палате лордов в качестве избранного шотландского пэра-представителя с 1716 по 1735 год, а также занимал пост лорда-лейтенанта Хаддингтоншира с 1716 по 1735 год. Он также был назначен потомственным хранителем Холирудского дворца. Его старший сын Чарльз Гамильтон, лорд Биннинг (1697—1732), женился на Рейчел (1696—1773), дочери шотландского политика Джорджа Бейли (1664—1738). Меллерстейн-хаус и Джервисвуд, владения Джорджа Бейли, перешли к семьи Гамильтонов. Лорд Биннинг скончался ранее своего отца. Лорду Хаддингтону наследовал его внук, Томас Гамильтон, 7-й граф Хаддингтон (1721—1794), старший сын лорда Биннинга, который женился на Мэри Ллойд, урождённой Холт, внучатой племянницей сэра Джона Холта, лорда главного судьи (1689—1710). Его преемником стал его сын Чарльз Гамильтон, 8-й граф Хаддингтон (1753—1828). Он был одним из избранных шотландских пэров-представителей в Палате лордов (1807—1812) и лордом-лейтенантом Хаддингтоншира (1804—1823). Ему наследовал его сын, Томас Гамильтон, 9-й граф Хаддингтон (1780—1858). Он был членом партии тори, занимал посты лорда-лейтенанта Ирландии (1834—1835) и первого лорда Адмиралтейства (1841—1846). В 1827 году, за год до смерти отца, он получил титул барона Мелроуза из Тайнингема в графстве Хаддингтоншир (Пэрство Соединённого королевства). За отставку в 1843 года с должности наследственного хранителя Холирудского дворца он получил компенсацию в размере 40 тысяч фунтов стерлингов. Он скончался бездетным, и после его смерти в 1858 году титул барона Мелроуза угас.
Его преемником стал его троюродный брат — Джордж Бейли-Гамильтон, 10-й граф Хаддингтон (1802—1870). Он был сыном Джорджа Бейли из Джервисвуда, сына достопочтенного Джорджа Гамильтона, младшего брата 7-го графа Хаддингтона. В 1859 году он получил королевское разрешение на фамилию «Бейли-Гамильтон». Лорд Хаддингтон был одним из шотландских пэров-представителей в Палате лордов Великобритании в 1859—1870 годах и лордом-в-ожидании в консервативном правительстве графа Дерби и Бенджамина Дизраэли (1866—1868). Ему наследовал его сын, Джордж Бейли-Гамильтон-Арден, 11-й граф Хаддингтон (1827—1917). Он занимал должность лорда-лейтенанта Хаддингтоншира (1876—1917). В 1858 году он получил королевское разрешение на дополнительную фамилию «Арден». Его старший сын Джордж Бейли-Гамильтон (1856—1917), лорд Биннинг, был бригадиром в британской армии. Но он скончался в январе 1917 года ещё при жизни отца. Лорду Хаддингтону наследовал его внук, Джордж Бейли-Гамильтон, 12-й граф Хаддингтон (1894—1986), старший сын лорда Биннинга. Он заседал в Палате лордов в качестве шотландского пэра-представителя (1922—1963) и занимал пост лорда-лейтенанта Бервикшира (1952—1969).
По состоянию на 2024 год, обладателем графского титула является его единственный сын — Джон Джордж Бейли-Гамильтон, 13-й граф Хаддингтон (род. 1941), наследовавший отцу в 1986 году.

## Известные члены семьи Бейли-Гамильтон
- Джордж Бейли (1763—1841), депутат Палаты общин от Бервикшира (1796—1818), сын достопочтенного Джорджа Гамильтона, младшего брата 7-го графа Хаддингтона;
- Чарльз Бейли, лорд Джервисвуд (1804—1879), депутат Палаты общин от Линлитгоушира (1859), второй сын Джорджа Бейли (1763—1841), внук предыдущего;
- Достопочтенный Джон Бейли (1810—1888), каноник-резидент в Йорке, брат предыдущего, прадед Джона Роберта Эдварда Бейли, бригадира королевских инженеров;
- Достопочтенный Чарльз Бейли-Гамильтон (1764—1820), сын достопочтенного Джорджа Гамильтона, младшего брата 7-го графа Хаддингтона, архидиакон Кливленда;
- Чарльз Джон Бейли-Гамильтон (1800—1865), депутат Палаты общин от Эйлсбери (1839—1847), сын предыдущего;
- Уильям Александр Бейли-Гамильтон (1803—1881), адмирал королевского флота, брат предыдущего.

Семейное гнездо — Меллерстейн-хаус в окрестностях Келсо в Бервикшире (Шотландия). Прежней резиденцией был Тайнингем-хаус вблизи Тайнингема в Восточном Лотиане (Шотландия).

## Графы Хаддингтон (1627)
- 1327—1637: Томас Гамильтон, 1-й граф Хаддингтон (1563 — 29 мая 1637), сын сэра Томаса Гамильтона;
- 1637—1640: Томас Гамильтон, 2-й граф Хаддингтон (25 мая 1600 — 30 августа 1640), старший сын предыдущего от второго брака;
- 1640—1645: Томас Гамильтон, 3-й граф Хаддингтон (1626 — 8 февраля 1645), старший сын предыдущего;
- 1645—1669: Джон Гамильтон, 4-й граф Хаддингтон (1626 — 31 августа 1669), второй сын 2-го графа Хаддингтона;
- 1669—1685: Чарльз Гамильтон, 5-й граф Хаддингтон (1650 — май 1685), единственный сын предыдущего;
- 1685—1735: Томас Гамильтон, 6-й граф Хаддингтон (1680 — 29 ноября 1735), второй (младший) сын предыдущего;
- 1735—1794: Томас Гамильтон, 7-й граф Хаддингтон (1721 — 19 мая 1794), старший сын Чарльза Гамильтона, лорда Биннинга (1697—1732), внук предыдущего;
- 1794—1828: Чарльз Гамильтон, 8-й граф Хаддингтон (5 июля 1753 — 17 марта 1828), старший сын предыдущего от первого брака;
- 1828—1858: Томас Гамильтон, 9-й граф Хаддингтон (21 июня 1780 — 1 декабря 1858), единственный сын предыдущего;
- 1858—1870: Джордж Бейли-Гамильтон, 10-й граф Хаддингтон (14 апреля 1802 — 25 июня 1870), старший сын Джорджа Бейли (1763—1841), внук Чарльза Бейли (после 1721—1797), правнук Чарльза Гамильтона, лорда Биннинга (1697—1732), старшего сына 6-го графа Хаддингтона;
- 1870—1917: Джордж Бейли-Гамильтон-Арден, 11-й граф Хаддингтон (26 июля 1827 — 11 июня 1917), старший сын предыдущего;
- 1917—1986: Джордж Бейли-Гамильтон, 12-й граф Хаддингтон (18 сентября 1894 — 17 апреля 1986), старший сын Джорджа Бейли-Гамильтона, лорда Биннинга (1856—1917) и внук 11-го графа Хаддингтона;
- 1986—2016: Джон Джордж Бейли-Гамильтон, 13-й граф Хаддингтон (21 декабря 1941 — 5 июля 2016), единственный сын предыдущего;
- 2016—настоящее время: Джордж Эдмунд Балдред Бейли-Гамильтон, 14-й граф Хаддингтон (род. 27 декабря 1985), единственный сын предыдущего.